# Igor Janik
Igor Janik (Gdynia, 18 gennaio 1983) è un giavellottista polacco, vincitore di un titolo mondiale juniores nel 2002 ed un titolo europeo under 23 nel 2005.

## Palmarès
| Anno | Manifestazione    | Sede      | Evento                 | Risultato | Misura  | Note                          |
| ---- | ----------------- | --------- | ---------------------- | --------- | ------- | ----------------------------- |
| 2001 | Europei juniores  | Grosseto  | Lancio del giavellotto | 6º        | 72,05 m |                               |
| 2002 | Mondiali juniores | Kingston  | Lancio del giavellotto | Oro       | 74,16 m |                               |
| 2003 | Europei under 23  | Bydgoszcz | Lancio del giavellotto | Argento   | 82,54 m |                               |
| 2003 | Universiadi       | Taegu     | Lancio del giavellotto | Oro       | 76,83 m |                               |
| 2005 | Europei under 23  | Erfurt    | Lancio del giavellotto | Oro       | 77,25 m |                               |
| 2005 | Universiadi       | Smirne    | Lancio del giavellotto | 5º        | 75,98 m |                               |
| 2007 | Universiadi       | Bangkok   | Lancio del giavellotto | Argento   | 82,28 m |                               |
| 2007 | Mondiali          | Osaka     | Lancio del giavellotto | 7º        | 83,38 m | Miglior prestazione personale |
| 2008 | Olimpiadi         | Pechino   | Lancio del giavellotto | 16º       | 77,63 m |                               |
| 2009 | Universiadi       | Belgrado  | Lancio del giavellotto | 4º        | 79,16 m |                               |
| 2009 | Mondiali          | Berlino   | Lancio del giavellotto | 31º (q)   | 75,20 m |                               |
| 2011 | Universiadi       | Shenzhen  | Lancio del giavellotto | Bronzo    | 79,65 m |                               |
| 2011 | Mondiali          | Taegu     | Lancio del giavellotto | 13º (q)   | 80,88 m |                               |
| 2012 | Europei           | Helsinki  | Lancio del giavellotto | 6º        | 81,21 m |                               |
| 2012 | Olimpiadi         | Londra    | Lancio del giavellotto | 18º       | 78,90 m |                               |

## Campionati nazionali
- 3 volte campione nazionale nel lancio del giavellotto (2007/2008, 2010)

2004

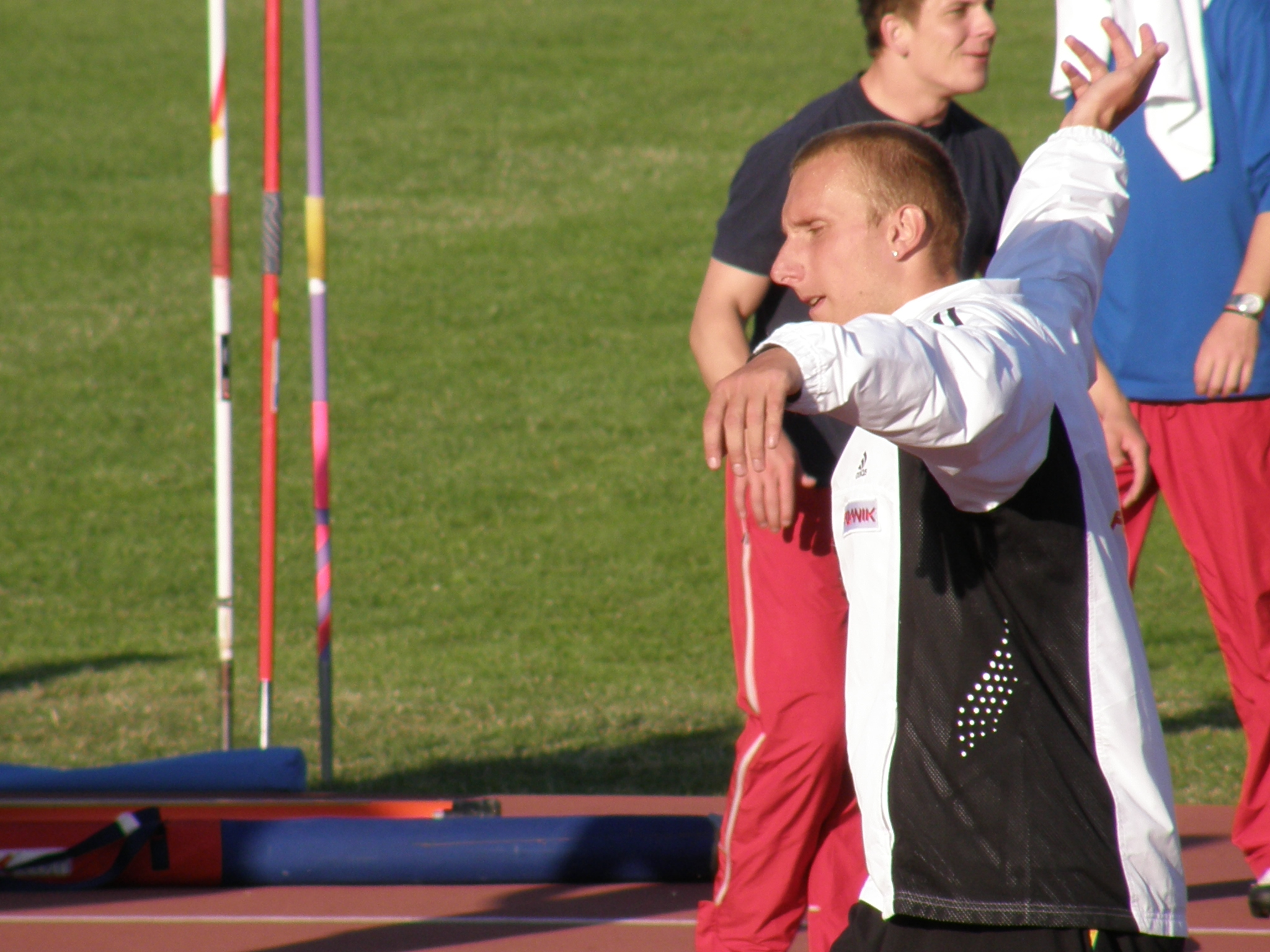
Janik ai campionati nazionali polacchi del 2010.

- 8º ai Campionati nazionali polacchi, lancio del giavellotto - 69,95 m

2005
- Bronzo ai Campionati nazionali polacchi, lancio del giavellotto - 76,66 m

2006
- Bronzo ai Campionati nazionali polacchi, lancio del giavellotto - 76,30 m

2007
- Oro ai Campionati nazionali polacchi, lancio del giavellotto - 79,13 m

2008
- Oro ai Campionati nazionali polacchi, lancio del giavellotto - 79,79 m

2009
- Argento ai Campionati nazionali polacchi, lancio del giavellotto - 77,53 m

2010
- Oro ai Campionati nazionali polacchi, lancio del giavellotto - 78,59 m

2011
- Bronzo ai Campionati nazionali polacchi, lancio del giavellotto - 79,14 m